# 阿布哈兹社会主义苏维埃共和国
43°00′N 41°01′E / 43.000°N 41.017°E
阿布哈兹社会主义苏维埃共和国是苏联境内高加索阿布哈茲地区从1921年3月13日至1931年2月19日存在的共和国。1921年红军攻占格鲁吉亚后阿布哈兹成为独立的苏维埃共和国，直到同年12月16日签署条约，与格鲁吉亚社会主义苏维埃共和国合并。在其存在期间，阿布哈兹社会主义苏维埃共和国的法律地位模糊，既类似苏维埃社会主义自治共和国，但还像苏联加盟共和国一样有权组建军队，名义上与格鲁吉亚是平等的联盟关系。阿布哈兹通过与格鲁吉亚组成“条约共和国”加入1922年成立的外高加索社会主义联邦苏维埃共和国，亚美尼亚、阿塞拜疆、格鲁吉亚都是该联邦成员国。1931年阿布哈兹社会主义苏维埃共和国终结，隶属格鲁吉亚社会主义苏维埃共和国的阿布哈茲社会主义苏维埃共和国取而代之。
阿布哈兹社会主义苏维埃共和国存在期间一直由人民部长会议主席涅斯托尔·阿波罗诺维奇·拉科巴领导，他对共和国的控制非常彻底，以致外界戏称该国“拉科巴斯坦”。拉科巴与苏联领导人约瑟夫·维萨里奥诺维奇·斯大林关系密切，农业集体化一直推迟到阿布哈兹纳入格鲁吉亚才落实。阿布哈兹是当时的主要烟草生产国，产量超过苏联出口总量一半。共和国还生产其他农产品，如茶叶、葡萄酒、柑橘类水果，是苏联境内比较富裕的地区。盛行亚热带气候的阿布哈兹还是度假胜地，斯大林等苏联领导人在当地拥有“達恰”（度假别墅），在此生活的时间很长。
阿布哈兹民族结构多样，名义上占主导的阿布哈茲人不足人口总量三成，其他主要民族包括格鲁吉亚人、亚美尼亚人、希腊人、俄罗斯人。虽然阿布哈兹人不占多数，但在蘇聯本土化政策影响下优势地位显著，阿布哈茲語得以推行。这些政策推动阿布哈兹民族认同，民族思潮兴起。阿布哈兹社会主义苏维埃共和国是现代史上第一个阿布哈兹地理实体，虽说存在时只有准独立共和国地位，1931年又降为自治共和国，但阿布哈兹人民没有忘记它存在。经过20世纪80年代后期的開放政策与改革重组，阿布哈兹领导人呼吁恢复阿布哈兹社会主义苏维埃共和国，以其为先例复国并从格鲁吉亚独立。分离主义者寻求恢复《1925年阿布哈兹社会主义苏维埃共和国宪法》，并在1992至1993年与格鲁吉亚开战，20世纪80年代末爆发的阿布哈兹－格鲁吉亚冲突持续至今。

## 历史

### 背景
19世纪初俄罗斯帝国在击败奥斯曼帝国后控制了阿布哈兹，1864年俄罗斯的统治已经稳固，在废除当地的附庸公国后改为直接统治，19世纪末当地被纳入庫塔伊西省的蘇呼米區。俄罗斯无意维持原有的民族结构，大规模人口迁移彻底改变了阿布哈兹的民族构成，成千上万阿布哈茲人被逐出，明格列爾人取而代之。1917年俄國二月革命後帝国瓦解，阿布哈兹地位不明，俄国内战期间，阿布哈兹周旋于布尔什维克、亲土耳其贵族和亲格鲁吉亚的孟什维克之间。摆脱俄国统治后，当地一度考虑在1917年加入北高加索山区共和国，最后因阿布哈兹与该共和国其他地区相隔大高加索山距离太远而作罢。1918年2月，阿布哈兹的布尔什维克企图在当地创办“公社”，类似俄罗斯当时成立的苏维埃。被外高加索民主聯邦共和國的格鲁吉亚国民卫队镇压，失败后布尔什维克领导人埃夫雷姆·埃什巴和涅斯托尔·拉科巴逃亡。此事促使“阿布哈兹人民委员会”成立并有效控制当地。1918年5月格鲁吉亚民主共和国成立，将阿布哈兹视为其领土。直到1921年布尔什维克入侵，格鲁吉亚一直没有全面控制当地事务，而是承认阿布哈兹人民委员会的自治。
《1921年格鲁吉亚宪法》明确了阿布哈兹在格鲁吉亚法律中的地位，第107条规定阿布哈兹（又称“苏呼米区”）享有自治权。然而该宪法在1921年2月红军入侵格鲁吉尼亚后才公布，因此第107条承诺的自治权从未落实。历史学家蒂莫西·布劳维尔特则认为这是阿布哈兹现代史上首度被划为地理实体，对后世影响深远。

### 成立
1921年2月15日，苏联红军入侵格鲁吉亚，两天后已至阿布哈兹。埃什巴与拉科巴在红军入侵前回到阿布哈兹并组建苏维埃革命委员会，为建立布尔什维克政府打基础。首府苏呼米3月4日陷落，格鲁吉亚境内的战斗还在继续。苏维埃革命委员会没料到会成为阿布哈兹仅有的权力机构，利用混乱局势宣布阿布哈兹为独立共和国。委员会向莫斯科发电报询问下一步该怎么走，提议加入俄罗斯社会主义联邦苏维埃共和国，但高加索局和布尔什维克领导人谢尔戈·奥尔忠尼启则反对。1921年3月31日，“根据工人意愿，新的阿布哈兹社会主义苏维埃共和国诞生”。阿布哈兹至此名义上是独立共和国，根据阿布哈兹与格鲁吉亚双边的理解，新共和国终将纳入新成立的格鲁吉亚社会主义苏维埃共和国。此前阿布哈兹为独立实体，完全脱离格鲁吉亚。格鲁吉亚苏维埃革命委员会是格鲁吉亚社会主义苏维埃共和国的管理机构，1921年5月21日发电报欢迎阿布哈兹加入，建议两国在第一届工人大会上解决双方关系的形式问题。

### 地位

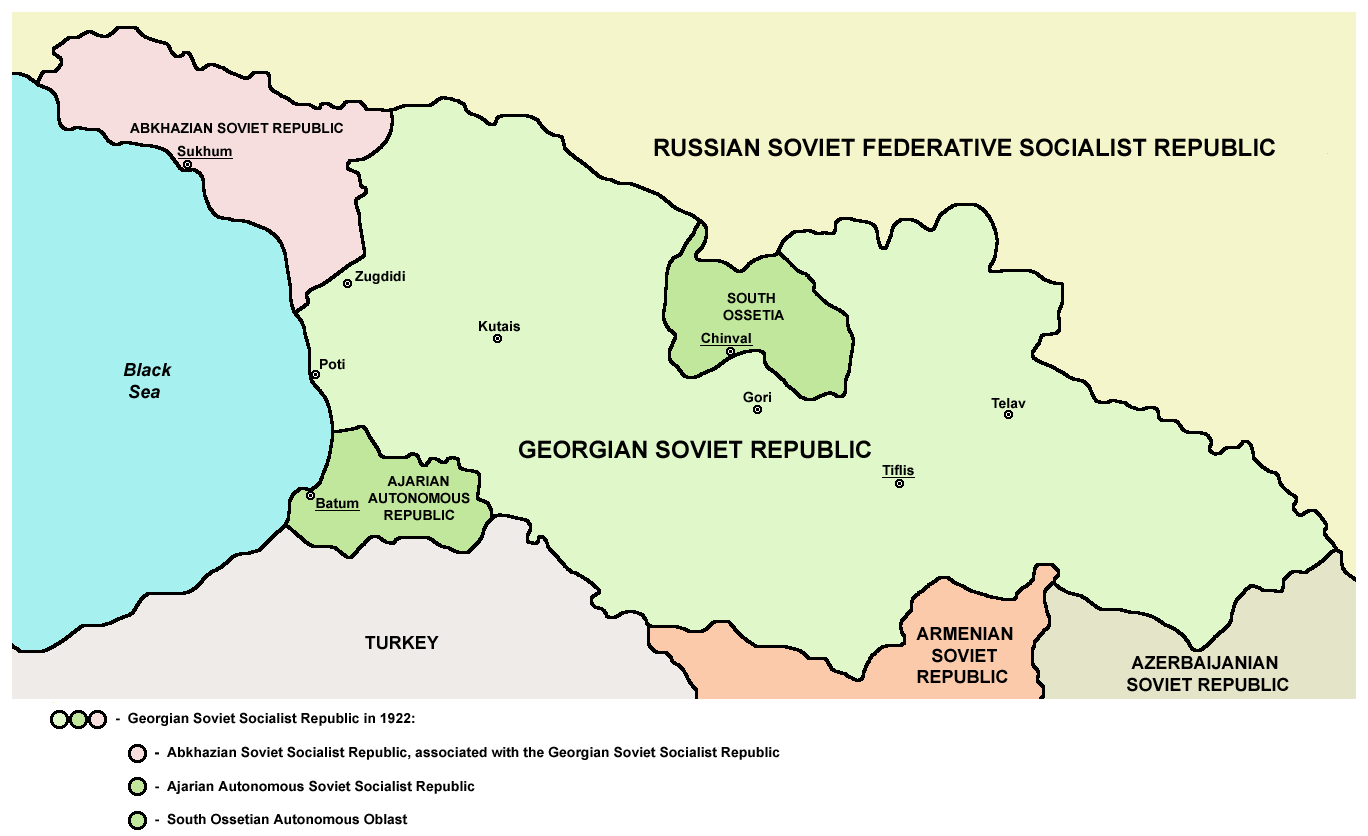
1922年格鲁吉亚社会主义苏维埃共和国疆域（中间绿色部分），阿布哈兹社会主义苏维埃共和国是左上角的粉红色部分

阿布哈兹苏维埃革命委员会掌握权力后不想放弃对阿布哈兹地区的控制权，所以不愿安排工人大会决定国家未来的地位。高加索局迫使阿布哈兹苏维埃革命委员会采取行动，阿布哈兹与格鲁吉亚1921年10月开始条约谈判。同年12月16日签署的条约只有两条：
一、格鲁吉亚社会主义苏维埃共和国与阿布哈兹社会主义苏维埃共和国组成政治、军事、金融经济联盟。
二、为实现上述目标，两国政府宣布合并以下部委：1、军事；2、金融；3、人民农业；4、邮电；5、肃反委员会；6、工农检查院；7、人民司法部；8、海运部——格鲁吉亚社会主义苏维埃共和国与阿布哈兹社会主义苏维埃共和国联盟条约
条约将两国合为一体，阿布哈兹身为“条约共和国”名义上隶属格鲁吉亚。《1922年格鲁吉亚宪法》明确两国以“特别联盟条约”结合，强化阿布哈兹在格鲁吉亚的特殊地位。《1925年阿布哈兹宪法》宣布两国是“在特别条约基础上”统一。1922年12月13日，阿布哈兹与格鲁吉亚加入外高加索社会主义联邦苏维埃共和国，其他成员国包括亚美尼亚社会主义苏维埃共和国和阿塞拜疆社会主义苏维埃共和国。新联邦表面上是为经济目标成立，但观点尚具争议，更重要的原因可能是巩固苏联控制。
阿布哈兹地位基本相当于格鲁吉亚境内自治区，但与苏联其他自治共和国相比不但自有旗帜（国旗）与盾徽（国徽），还有独立共和国才能组建的国民军部队。根据《1925年宪法》所述，盾徽“以阿布哈兹风景为背景，前方是金色锤子与镰刀和阿布哈茲語题字‘阿布哈兹社会主义苏维埃共和国’”。1926年图案小幅调整，把原本只有阿布哈兹语的共产主义运动（乃至全苏联）格言“全世界无产者，联合起来！”新增格鲁吉亚语和俄语。阿布哈兹1925年4月1日颁布《宪法》，这和国民军部队一样本是独立共和国才有的权利。
阿布哈兹人民和领导人对与格鲁吉亚结盟不以为然，格鲁吉亚方态度类似，觉得这不过是布尔什维克的阴谋，把格鲁吉亚对莫斯科当局的敌意转向阿布哈兹，毕竟格鲁吉亚人非常敌视布尔什维克。阿布哈兹社会主义苏维埃共和国是苏联唯一的“条约共和国”，苏联与格鲁吉亚当局对阿布哈兹的确切地位非常关注，不希望其他地区要求类似地位。为解决问题，苏联与格鲁吉亚当局决定在1931年2月19日把阿布哈兹降级重组为自治共和国，隶属格鲁吉亚社会主义苏维埃共和国，外高加索社会主义联邦苏维埃共和国成员国身份不变。此举引发公众抗议，也是阿布哈兹针对苏联当局的首次大规模抗议。

## 政治

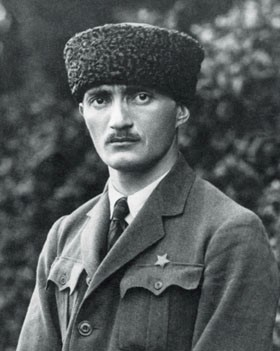
涅斯托尔·阿波罗诺维奇·拉科巴1921年开始便是阿布哈兹事实上的领导人直到1936年去世，他在阿布哈兹社会主义苏维埃共和国成立上的作用举足轻重

阿布哈兹苏维埃革命委员会在主席埃夫雷姆·阿列克谢耶维奇·埃什巴领导下掌控阿布哈兹，直到建立常设机构。1922年2月17日，人民委员会议成立并推举涅斯托尔·阿波罗诺维奇·拉科巴任主席，拉科巴在1921年布尔什维克掌权后就是阿布哈兹事实上的领导人，1922年担任主席纯属形式，让他在名义上也成为共和国政府首脑。俄国革命后他与埃什巴都是阿布哈兹布尔什维克领导人，早在1918年2月和4月就曾两度试图夺权。四月夺权失败后两人逃离阿布哈兹，直到1921年3月布尔什维克的控制巩固后返回。埃什巴很快调到其他职位，拉科巴独享首脑地位。
拉科巴把阿布哈兹当个人封地，因其控制严密，阿布哈兹被外界笑称“拉科巴斯坦”，他的共和国最高领袖地位从未受到质疑或挑战。拉科巴与苏联领导人约瑟夫·维萨里奥诺维奇·斯大林关系密切，由此取得许多特权，如抵制苏联其他地方实施的农业集体化等镇压政策、在财政上支持阿布哈兹贵族等。

## 经济
阿布哈兹是苏联时期重要的烟草产地，20世纪30年代的烟草出口最高占苏联总量五成二。茶叶、红酒、柑橘类水果（特别是橘子）产量都很高，令阿布哈兹富裕程度远超格鲁吉亚，在全苏联名列前茅。农产品和烟草出口令当地变成“高加索地区饱受战争蹂躏后的繁华之岛”。伴随苏联整体发展当地建起工厂，但对阿布哈兹的总体经济实力影响很小。
阿布哈兹还是苏联精英与普通公民的重要度假胜地。20世纪20年代斯大林每年都来度假，克里姆林宫同僚为争取他的信任趋之若鹜。拉科巴与斯大林的关系越来越好，成为后者心腹，有利于保持他在阿布哈兹的统治地位。这种私交在拉科巴以国内没有富农为由拒绝实施农业集体化政策时最为明显。斯大林亲自为拉科巴的政策辩护，声称反富农政策没“考虑阿布哈兹的特殊社会结构与政治现实，犯下把俄罗斯社会工程模式机械移植到阿布哈兹土壤上的错误”。1931年阿布哈兹降级自治共和国后才首度实施农业集体化，1936年拉科巴去世后全面落实。
阿布哈兹苏维埃社会主义共和国存在期间采用的官方货币一直是蘇聯盧布。

## 人口
阿布哈兹的族裔群体，基于1926年苏联人口普查
阿布哈兹社会主义苏维埃共和国民族众多。俄罗斯帝国吞并后数十年间，阿布哈兹地区人口结构变化极大。19世纪后半叶，当局驱逐的阿布哈兹人多达十万，大部分被迫前往奥斯曼帝国。阿布哈兹社会主义苏维埃共和国成立时，名义上占主导的阿布哈茲人不足人口总量三成。苏联在当地实施的本土化政策旨在提升全苏联境内的少数民族，促使阿布哈兹人数量回升。1922至1926年，阿布哈兹人增长约八个百分点，格鲁尼亚人减少六个百分点。阿布哈兹社会主义苏维埃共和国存在期间，苏联仅在1926年实施人口普查，数据显示阿布哈兹总人口20万1,016，其中阿布哈兹人55,918，约占28%，格鲁吉亚人67494，约占三成六。1926年人口普查表明当地其他主要民族包括亚美尼亚人（25,677，13%）、希腊人（14,045，7%）、俄羅斯人（12,553，6%）。
阿布哈兹语使用的文字在社会主义苏维埃共和国时期调整。根据苏联本土化政策，阿布哈兹人在苏联不属“先进”族群，所以更重视他们的民族语言和文化发展。受此类政策影响，阿布哈兹语和苏联其他众多地区语言在1928年拉丁化，偏离原本采用的西里尔字母。阿布哈兹文化发展得到重点照顾，无论推广还是资助力度都很大。1922年阿布哈兹科学协会为此成立，1925年又创办阿布哈兹语言和文学学院。
阿布哈兹1925年版《宪法》第八条承认阿布哈兹境内的众多民族，要求把阿布哈兹语、格鲁吉亚语、俄语都定为官方语言，后来又新增修正案，确保境内所有民族都有权自由发展，并在民族文化或国家机构使用母语。大部分人口不懂阿布哈兹语，所以政府主要采用俄语，地方当局采用当地最流行的语言。

## 影响
阿布哈兹作为一个“条约共和国”，在苏联境内是独一无二的，它的确切地位始终没有澄清，历史学家阿尔塞纳·萨帕罗夫（Arsène Saparov）认为当时官方也不知道“条约共和国”到底什么意思。而这种地位对阿布哈兹人民意义重大，他们从未忘记民族历史上曾建立独立国家，或至少是理论上的独立国家。20世纪80年代苏联推行開放政策与改革重组，民间出现阿布哈兹复国声浪。1989年利克尼集会援引阿布哈兹社会主义苏维埃共和国为先例，要求苏联当局赋予阿布哈兹加盟共和国地位。1990年阿布哈兹要求恢复1925年版《宪法》，即阿布哈兹与格鲁吉亚可在未来以对等的方式结盟。恢复1925年版《宪法》的要求导致阿布哈兹宣布独立，两国也在1992至1993年爆发战争，自1992年起阿布哈兹就在事实上从格鲁吉亚独立。20世纪80年代末爆发的阿布哈兹－格鲁吉亚冲突持续至今，虽然阿布哈兹被俄罗斯等国承认为一个国家，阿布哈兹的地位仍然存在争议。

## 脚注
1. ↑  . 世界历史网.   [2020]. （原始内容存档于2024-06-02）.
2. ↑  Lak'oba 1998a，第89–101頁.
3. ↑  kartuli sabch'ota entsiklopedia 1985，第504頁.
4. ↑  Lak'oba 1998a，第84頁.
5. ↑  Müller 1998，第220–225頁.
6. ↑  Blauvelt 2007，第206頁.
7. ↑  Saparov 2015，第43頁.
8. ↑  Blauvelt 2012b，第81頁.
9. ↑  Lakoba 1990，第63頁.
10. ↑  Papuashvili 2012，第48頁.
11. ↑  Welt 2012，第214–215頁.
12. 1 2  Blauvelt 2014，第26頁.
13. ↑  Suny 1994，第207頁.
14. ↑  Saparov 2015，第48頁.
15. ↑  Hewitt 2013，第39頁.
16. ↑  Saparov 2015，第49頁.
17. 1 2  Saparov 2015，第50頁.
18. 1 2  Saparov 2015，第51頁.
19. ↑  Saparov 2015，第52頁.
20. ↑  Saparov 2015，第54頁.
21. ↑  Saparov 2015，第55頁.
22. ↑  Saparov 2015，第55, 57頁.
23. ↑  Hewitt 1993，第271頁.
24. ↑  Saparov 2015，第50–56頁.
25. 1 2  Saparov 2015，第56頁.
26. ↑  Hewitt 2013，第40頁.
27. ↑  Smith 2013，第344頁.
28. ↑  Saparov 2015，第60頁.
29. ↑  Blauvelt 2007，第212頁.
30. ↑  Lakoba 1995，第99頁.
31. ↑  Bgazhba 1965，第39頁.
32. ↑  Blauvelt 2007，第207頁.
33. ↑  Blauvelt 2014，第24–25頁.
34. ↑  Lakoba 2004，第100–101頁.
35. ↑  Lak'oba 1998b，第71頁.
36. ↑  Suny 1994，第268頁.
37. ↑  Zürcher 2007，第120–121頁.
38. ↑  Rayfield 2004，第95頁.
39. 1 2  Anchabadze & Argun 2012，第90頁.
40. ↑  Blauvelt 2007，第202頁.
41. ↑  Scott 2016，第96頁.
42. ↑  Marshall 2010，第239頁.
43. ↑  Rayfield 2004，第30頁.
44. 1 2  Derluguian 1998，第266頁.
45. ↑  Blauvelt 2007，第211頁.
46. ↑  Müller 1998，第231頁
47. ↑  Hewitt 2013，第25頁.
48. ↑  Müller 1998，第231頁.
49. ↑  Jones 1988，第617–618頁.
50. ↑  Martin 2001，第23–24頁.
51. ↑  Jones 1988，第617頁.
52. ↑  Blauvelt 2012a，第252頁.
53. ↑  Blauvelt 2012a，第241–242頁.
54. ↑  Saparov 2015，第58–59頁.
55. ↑  Blauvelt 2012a，第240–246頁.
56. ↑  Saparov 2015，第61–62頁.
57. ↑  Saparov 2015，第62頁.
58. ↑  Anchabadze 1998，第132頁.
59. ↑  Cornell 1998，第52頁.